# Малые ядерные РНК
Малые ядерные РНК (мяРНК, snRNA) — класс РНК, которые встречаются в ядре эукариотических клеток. Они транскрибируются РНК-полимеразой II или РНК-полимеразой III и участвуют в важных процессах, таких как сплайсинг (удаление интронов из незрелой мРНК), регуляции факторов транскрипции (7SK РНК) или РНК-полимеразы (B2 РНК) и поддержании целостности теломер. 
Малые ядерные РНК всегда ассоциированы со специфическими белками, комплексы мяРНК с белками называются малые ядерные рибонуклеопротеины (мяРНП). Малые ядерные РНК содержат большое число уридиновых нуклеотидов.
Важной группой мяРНК являются малые ядрышковые РНК (snoRNA), участвующие в процессинге рРНК, тРНК и собственно мяРНК.

## Транспорт
Малые ядерные РНК, синтезированные РНК-полимеразой II, экспортируются в цитоплазму на некоторое время для дальнейшего созревания, после чего возвращаются обратно в ядро для выполнения своих функций, при этом кэп регулирует их транспорт в обоих направлениях. мяРНК экспортируются при участии транспортного белка Crm1, который, как и в случае с мРНК, связывает специфический субстрат через адаптерный белок PHAX (англ. phosphorylated adaptor for RNA export). PHAX присоединяется к мяРНК благодаря сродству к кэп-связывающему комплексу. В ходе формирования мяРНП в цитоплазме кэп-структура мяРНК подвергается двойному метилированию с образованием 2,2,7-триметилгуанозинового кэпа. Другой транспортный фактор, снурпортин 1, узнаёт такой модифицированный кэп и обеспечивает транспорт мяРНП обратно в ядро. Вероятно, что дополнительное метилирование кэпа также предотвращает повторный или случайный экспорт РНК из ядра и/или их возвращение в ядро после митоза.